# Redding (Connecticut)
Redding város az USA Connecticut államában, Fairfield megyében. Lakosainak száma 8765 fő (2020. április 1.).

## Népesség
A település népességének változása:
| Lakosok száma | 1503 | 9158 | 8765 |
|               | 1790 | 2010 | 2020 |